# Love (cântec de Inna)
Love este cel de-al doilea single extras de pe albumul de debut al cântăreței Inna, intitulat Hot. Piesa a fost promovată în Europa prin intermediul caselor de înregistrări Roton și Ultra Records

A fost ajutat de un videoclip muzical însoțitor, care a fost încărcat pe canalul oficial de YouTube al casei Roton pe 7 mai 2009. Clipul a fost filmat în 21 aprilie 2009, lângă București, România, de Bogdan Bărbulescu și prezintă o luptă între bine și rău.  Pentru promovare suplimentară, Inna a cântat și „Love” la evenimentul bulgar Loop Live în octombrie 2009.[1]  Din punct de vedere comercial, piesa a ajuns în primele zece topuri din România, Slovacia, Cehia și Ungaria.

## Lansări și clasamente
Piesa „Love” urma să fie lansat la data de 2 februarie 2009, dar din motive confidențiale, promovarea sa a fost amânată de câteva ori. Cântecul a avut premiera la 25 aprilie 2009.  la începutul lui mai 2009, videoclipul adiacent a fost difuzat pentru prima oară pe pagina web radio21.ro Arhivat în 5 ianuarie 2017, la Wayback Machine.. Piesa s-a bucurat de succes în România, intrând pe prima poziție în topul postului de radio Vibe FM; Piesa a ocupat aceeași poziție și în clasamentele publicate de Radio 21 și Radio Zu, iar în ierarhia Romanian Top 100 a câștigat cea de-a patra treaptă. În primăvara anului 2009, în timp ce Inna susținea diverse concerte în România, pagina sa web publica variantele remixate ale hitului „Love”, dar și o nouă piesă, intitulată „Don’t let the music die”.

## Evoluția în clasamente
| Clasamentul (2009)            | Poziția maximă | Referință |
| ----------------------------- | -------------- | --------- |
| Alfa Radio                    | 3              | [ 15 ]    |
| Bulgaria Singles Top 40 α     | 8              | [ 16 ]    |
| Eska Fm                       | 1              | [ 17 ]    |
| European MTV Dancefloor chart | 7              | [ 18 ]    |
| Kiss FM Fresh Top 40          | 1              | [ 19 ]    |
| Mad Tv Bulgaria               | 1              | [ 20 ]    |
| Maxima Fm Top 5               | 1              | [ 21 ]    |
| Nielsen Airplay Chart         | 6              | [ 22 ]    |
| Number One Fm Turkey          | 1              | [ 23 ]    |
| Radio 21                      | 1              | [ 24 ]    |
| Radio Zu                      | 1              | [ 25 ]    |
| Romanian Top 100              | 4              | [ 9 ]     |
| Ungaria                       | 3              | [ 26 ]    |
| Vibe FM                       | 1              | [ 27 ]    |

Note
- „α” denotă prezența într-un clasament neoficial;